# La Tourette
La Tourette ist eine französische Gemeinde mit 630 Einwohnern (Stand: 1. Januar 2022) im Département Loire in der Region Auvergne-Rhône-Alpes. Sie gehört zum Arrondissement Montbrison und zum Kanton Saint-Just-Saint-Rambert. Die Einwohner werden Tourtous genannt.

## Geografie
Die Gemeinde La Tourette liegt etwa 25 Kilometer westlich von Saint-Étienne in der historischen Landschaft Forez im nordöstlichen Zentralmassiv. Umgeben wird La Tourette von den Nachbargemeinden Luriecq im Norden, Périgneux im Nordosten und Osten, Saint-Nizier-de-Fornas im Osten und Süden sowie Saint-Bonnet-le-Château im Westen.

## Bevölkerungsentwicklung
| Jahr                       | 1962 | 1968 | 1975 | 1982 | 1990 | 1999 | 2006 | 2014 | 2022 |
| -------------------------- | ---- | ---- | ---- | ---- | ---- | ---- | ---- | ---- | ---- |
| Einwohner                  | 198  | 195  | 209  | 274  | 389  | 424  | 485  | 562  | 630  |
| Quellen: Cassini und INSEE |      |      |      |      |      |      |      |      |      |

## Sehenswürdigkeiten
- Kirche La Nativité-de-Saint-Jean-Baptiste aus dem 13. Jahrhundert, seit 1978 als Monument historique eingeschrieben
- Gutshaus im Weiler Montorsier, errichtet 1881
- Festes Haus aus dem 13. Jahrhundert, erweitert im 16. Jahrhundert
- Marienstatue
- Kreuz aus dem 16. Jahrhundert, seit 1972 als Monument historique eingeschrieben
- Kreuz in Montorsier, errichtet 1525, seit 1949 als Monument historique eingeschrieben

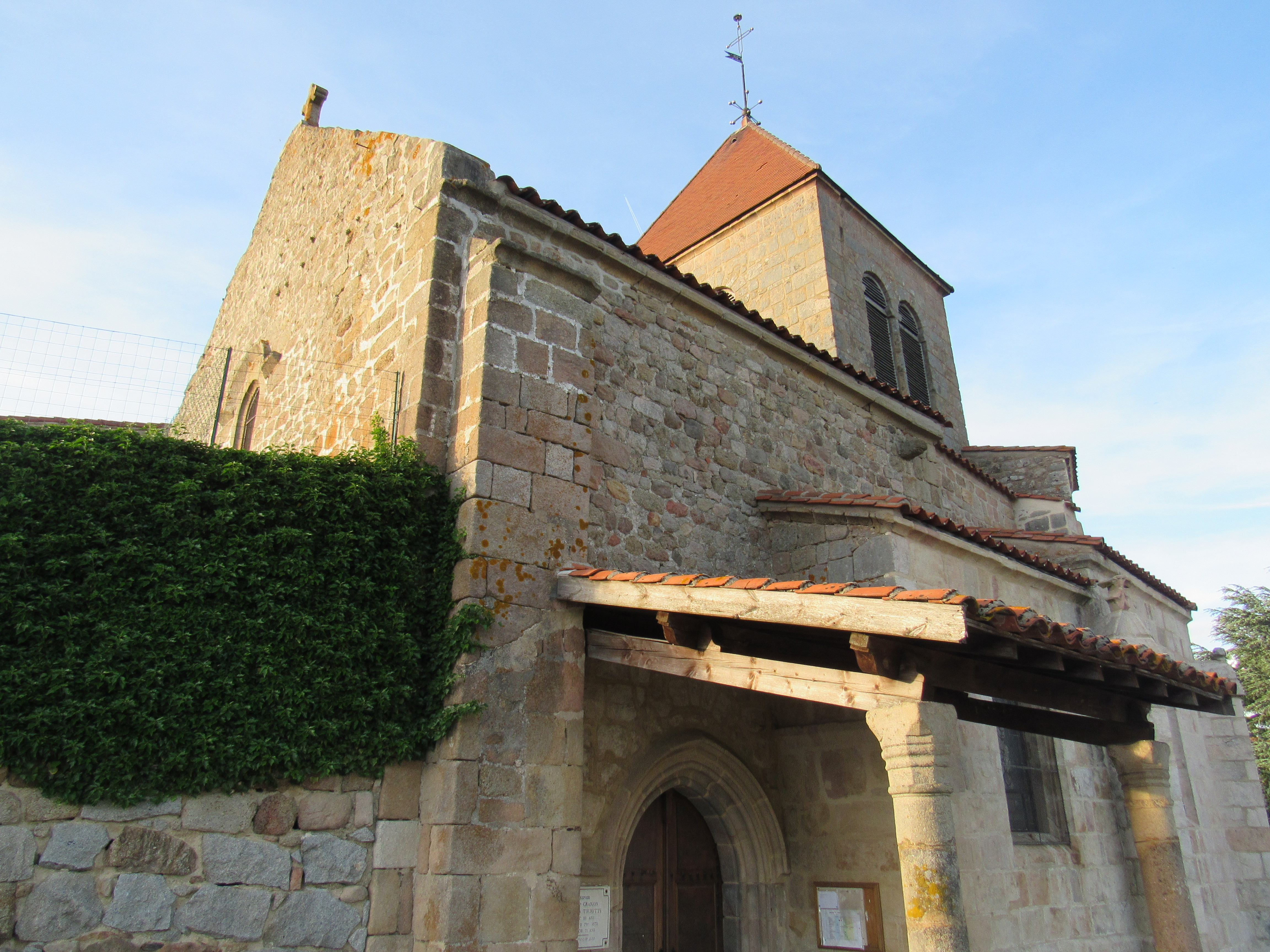
Kirche Nativité-de-Saint-Jean-Baptiste
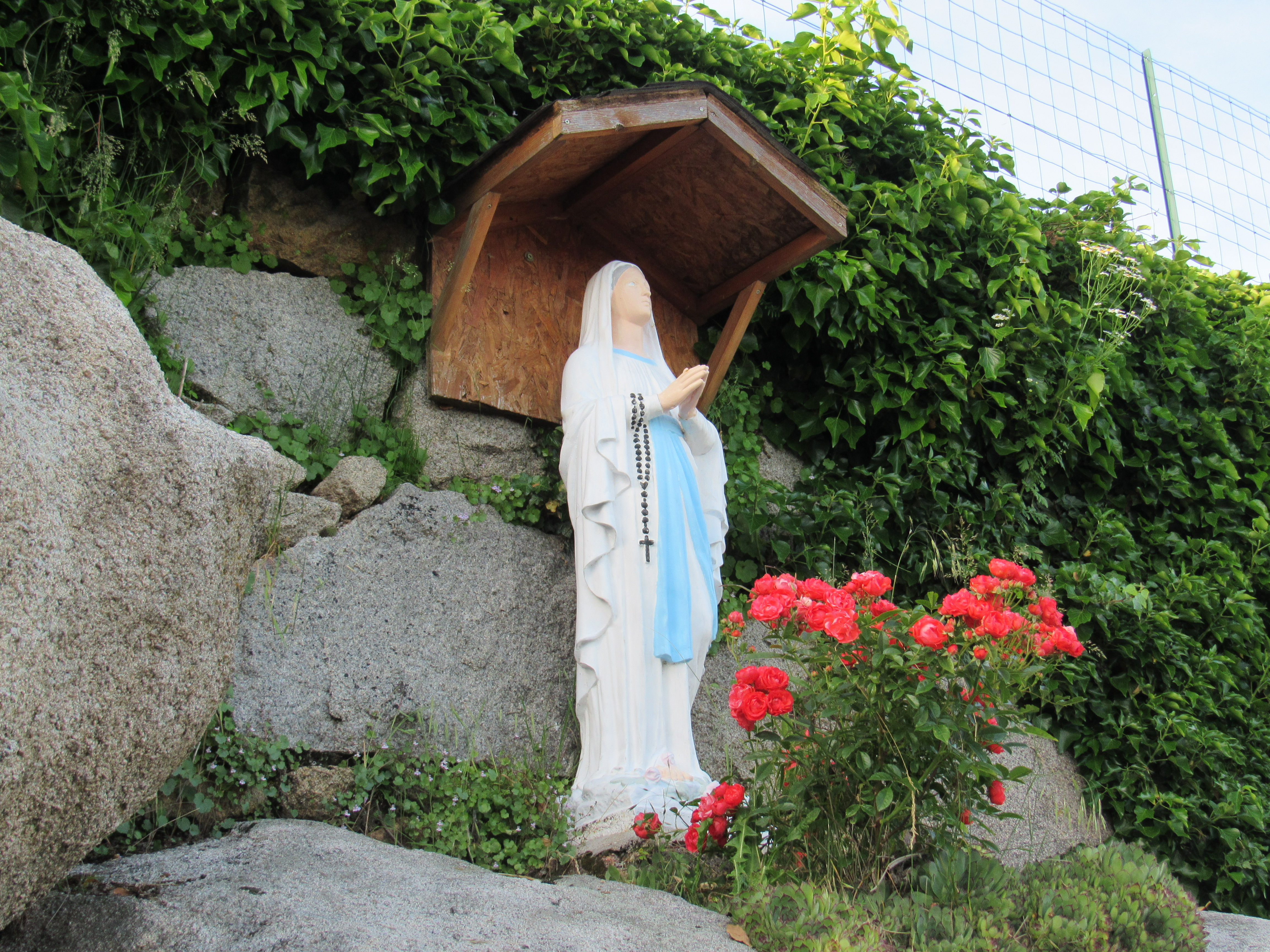
Marienstatue